# Styela minima
Styela minima is een zakpijpensoort uit de familie van de Styelidae. De wetenschappelijke naam van de soort werd in 1971 voor het eerst geldig gepubliceerd door Françoise Monniot.